# Beyrichicopina
Beyrichicopina is een onderorde van kreeftachtigen uit de klasse van de Ostracoda (mosselkreeftjes).

## Taxonomie

### Infraorden
- Beyrichiida
- Binodicopa †
- Eridostraca †
- Leiocopa †
- Paraparchitocopa †

### Superfamilies
- Aparchitoidea Jones, 1901 †
- Beyrichioidea Matthew, 1886 †
- Drepanelloidea Ulrich & Bassler, 1923 †
- Eurychilinoidea †
- Oepikelloidea Jaanusson, 1957 †
- Primitiopsoidea Swartz, 1936 †
- Tetradelloidea †